# Уортон, Джозеф (поэт)
Джозеф Уортон (крещён 22 апреля 1722 года, Дансфолд, Суррей — 23 февраля 1800 года, Уикхэм, Хэмпшир) — английский академический и литературный критик, филолог-классик, предвосхитивший некоторые критические принципы романтизма.
Родился в Дансфолде, но его семья вскоре переехала в Хэмпшир, где его отец, преподобный Томас Уортон, стал викарием Бэйсингстока. Там спустя несколько лет родился младший брат Джозефа, известный как Томас Уортон-младший. Их отец позже стал Оксфордским профессором.
Джозеф получил образование в Винчестерском и в Ориельском колледжах Оксфорда, последовав за своим отцом по стезе работника церкви, став викарием Винслада в 1748 году. В 1754 году он был введён в качестве ректора в церкви Всех Святых, Танворт. В начале своей карьеры Джозеф писал стихи, из которых наиболее заметным является The Enthusias (1744), ранний образец романтизма. В 1755 году он вернулся в свою старую школу, чтобы преподавать, а с 1766 по 1793 год был её директором, но в этой роли он не отличился. Его карьера в качестве критика всегда была более прославленной, и он издавал издания классических поэтов, таких как Вергилий, а также английских поэтов, включая Джона Драйдена. Как и его брат, он был другом Сэмюэля Джонсона.